# St Blazey
St Blazey är en by i civil parish St. Blaise, i distriktet Cornwall, i grevskapet Cornwall, i England. Byn är belägen 25,1 km från Truro. Orten har 10 399 invånare (2015). St Balzey var en civil parish fram till 1934 när blev den en del av St Austell. Civil parish hade 3 267 invånare år 1931.
By är uppkallad efter Blasius.